# Rhicnocoelia constans
Rhicnocoelia constans är en stekelart som först beskrevs av Walker 1836.  Rhicnocoelia constans ingår i släktet Rhicnocoelia och familjen puppglanssteklar. Arten är reproducerande i Sverige. Inga underarter finns listade i Catalogue of Life.